# Stade de Reims 2024-2025
Questa voce raccoglie le informazioni riguardanti lo Stade de Reims nelle competizioni ufficiali della stagione 2024-2025.

## Maglie e divise
| Casa | Trasferta |

## Rosa
Aggiornata al 1º febbraio 2024.
| N. |                           | Ruolo | Calciatore        |
| -- | ------------------------- | ----- | ----------------- |
| 2  | Kenya (bandiera)          | D     | Joseph Okumu      |
| 3  | Giappone (bandiera)       | D     | Hiroki Sekine     |
| 4  | Belgio (bandiera)         | D     | Maxime Busi       |
| 5  | Francia (bandiera)        | D     | Martin Adeline    |
| 5  | Costa d'Avorio (bandiera) | D     | Emmanuel Agbadou  |
| 6  | Francia (bandiera)        | C     | Valentin Atangana |
| 7  | Giappone (bandiera)       | A     | Jun'ya Itō        |
| 8  | Costa d'Avorio (bandiera) | C     | Yaya Fofana       |
| 9  | Danimarca (bandiera)      | A     | Mohamed Daramy    |
| 10 | Malta (bandiera)          | C     | Teddy Teuma       |
| 11 | Francia (bandiera)        | D     | Amine Salama      |
| 12 | Stati Uniti (bandiera)    | A     | Jordan Siebatcheu |
| 14 | Germania (bandiera)       | C     | Reda Khadra       |
| 15 | Zimbabwe (bandiera)       | C     | Marshall Munetsi  |
| 16 | Francia (bandiera)        | P     | Ludovic Butelle   |
| 17 | Giappone (bandiera)       | A     | Keito Nakamura    |
| 18 | Spagna (bandiera)         | D     | Sergio Akieme     |
| 19 | Brasile (bandiera)        | C     | Gabriel Moscardo  |

| N. |                           | Ruolo | Calciatore         |
| -- | ------------------------- | ----- | ------------------ |
| 20 | Francia (bandiera)        | P     | Alexandre Olliero  |
| 21 | Costa d'Avorio (bandiera) | D     | Cédric Kipré       |
| 22 | Costa d'Avorio (bandiera) | A     | Oumar Diakité      |
| 23 | Portogallo (bandiera)     | D     | Aurélio Buta       |
| 24 | Costa d'Avorio (bandiera) | C     | Roman Mory Gbane   |
| 25 | Belgio (bandiera)         | D     | Thibault De Smet   |
| 30 | Irlanda (bandiera)        | C     | John Patrick       |
| 31 | Svezia (bandiera)         | D     | Malcolm Jeng       |
| 55 | Francia (bandiera)        | D     | Nhoa Sangui        |
| 63 | Costa d'Avorio (bandiera) | C     | Mohamed Bamba      |
| 67 | Francia (bandiera)        | A     | Mamadou Diakhon    |
| 72 | Mali (bandiera)           | C     | Amadou Koné        |
| 74 | Mali (bandiera)           | A     | Niama Pape Sissoko |
| 85 | Nigeria (bandiera)        | A     | Hafiz Umar Ibrahim |
| 87 | Mali (bandiera)           | A     | Ange Martial Tia   |
| 92 | Francia (bandiera)        | D     | Abdoul Koné        |
| 94 | Senegal (bandiera)        | P     | Yehvann Diouf      |

## Calciomercato

### Sessione estiva
| Acquisti         | Acquisti         | Acquisti         | Acquisti         |
| R.               | Nome             | da               | Modalità         |
| Altre operazioni | Altre operazioni | Altre operazioni | Altre operazioni |
| R.               | Nome             | da               | Modalità         |
| ---------------- | ---------------- | ---------------- | ---------------- |

| Cessioni         | Cessioni         | Cessioni         | Cessioni         |
| R.               | Nome             | a                | Modalità         |
| Altre operazioni | Altre operazioni | Altre operazioni | Altre operazioni |
| R.               | Nome             | da               | Modalità         |
| ---------------- | ---------------- | ---------------- | ---------------- |

### Sessione invernale
| Acquisti         | Acquisti         | Acquisti         | Acquisti         |
| R.               | Nome             | da               | Modalità         |
| Altre operazioni | Altre operazioni | Altre operazioni | Altre operazioni |
| R.               | Nome             | da               | Modalità         |
| ---------------- | ---------------- | ---------------- | ---------------- |

| Cessioni         | Cessioni         | Cessioni         | Cessioni         |
| R.               | Nome             | a                | Modalità         |
| Altre operazioni | Altre operazioni | Altre operazioni | Altre operazioni |
| R.               | Nome             | da               | Modalità         |
| ---------------- | ---------------- | ---------------- | ---------------- |

## Risultati

### Ligue 1

#### Girone di andata
| Arbitro: | Wattellier |

|  |           |                               |
|  | Marcatori | 45+30’ B. Diakité 90+3’ David |

| Arbitro: | El Hadj |

|                         |           |                          |
| Harit 25’ Greenwood 71’ | Marcatori | 51’ Akieme 55’ Y. Fofana |

| Arbitro: | Vernice |

|                        |           |              |
| Itō 41’ O. Diakité 48’ | Marcatori | 13’ Østigård |

| Arbitro: | Delajod |

|             |           |                            |
| Augusto 28’ | Marcatori | 34’ Munetsi 90+1’ Nakamura |

| Arbitro: | Pignard |

|             |           |             |
| Nakamura 9’ | Marcatori | 68’ Dembélé |

| Arbitro: | Wattellier |

|            |           |                                 |
| Ferhat 84’ | Marcatori | 9’ Nakamura 25’ Itō 79’ Munetsi |

| Arbitro: | Bastien |

|                                                           |           |                   |
| Munetsi 6’ Nakamura 25’ O. Diakité 57’ Teuma 90+3’ (rig.) | Marcatori | 37’, 90+1’ Nordin |

| Arbitro: | Batta |

|                            |           |                |
| Diomandé 16’ H. Traoré 52’ | Marcatori | 90+5’ Nakamura |

| Arbitro: | Brisard |

|           |           |                            |
| Okumu 29’ | Marcatori | 4’ (rig.) Faivre 18’ Baldé |

| Arbitro: | Vernice |

|               |           |  |
| Aboukhlal 84’ | Marcatori |  |

| Arbitro: | El Hadj |

|  |           |                                     |
|  | Marcatori | 15’ O. Diakité 21’ Nakamura 57’ Itō |

| Arbitro: | Frappart |

|                |           |            |
| O. Diakité 55’ | Marcatori | 38’ Cherki |

| Arbitro: | Kherradji |

|  |           |                         |
|  | Marcatori | 23’ Thomasson 61’ Nzola |

| Strasburgo 8 dicembre 2024, ore 17:00 CET 14ª giornata | Strasburgo | 0 – 0 referto | Stade Reims | Stadio della Meinau (19 369 spett.)\| Arbitro: \| Léonard \| |
| Arbitro:                                               | Léonard    |               |             |                                                              |

| Reims 14 dicembre 2024, ore 21:00 CET 15ª giornata | Stade Reims | 0 – 0 referto | Monaco | Stadio Auguste Delaune (15 859 spett.)\| Arbitro: \| Lissorgue \| |
| Arbitro:                                           | Lissorgue   |               |        |                                                                   |

| Arbitro: | Frappart |

|                             |           |              |
| Boakye 50’, 57’ Stassin 80’ | Marcatori | 42’ Nakamura |

| Arbitro: | Delajod |

|                     |           |                                               |
| Itō 34’ Diakhon 71’ | Marcatori | 28’ Guessand 44’ (rig.), 64’ Laborde 86’ Abdi |

#### Girone di ritorno
| Arbitro: | Vernice |

|             |           |              |
| Munetsi 26’ | Marcatori | 67’ Sangante |

| Arbitro: | El Hadj |

|             |           |              |
| Dembélé 47’ | Marcatori | 56’ Nakamura |

| Arbitro: | Millot |

|                          |           |                        |
| Castelletto 45+1’ (aut.) | Marcatori | 43’ Abline 70’ Mohamed |

| Arbitro: | Letexier |

|                                                        |           |  |
| Tagliafico 36’ Tolisso 68’ Cherki 79’ Mikautadze 90+3’ | Marcatori |  |

| Arbitro: | Batta |

|  |           |                 |
|  | Marcatori | 45+1’ El Melali |

| Arbitro: | Bollengier |

|                       |           |  |
| Kalimuendo 10’ (rig.) | Marcatori |  |

| Arbitro: | Wattellier |

|                       |           |  |
| Biereth 34’, 39’, 51’ | Marcatori |  |

| Arbitro: | Lissorgue |

|  |           |                        |
|  | Marcatori | 15’ Bair 24’ H. Traorè |

| Brest 16 marzo 2025, ore 17:15 CET 26ª giornata | Brest   | 0 – 0 referto | Stade Reims | Stadio Francis Le Blé (14 517 spett.)\| Arbitro: \| Brisard \| |
| Arbitro:                                        | Brisard |               |             |                                                                |

| Arbitro: | Delajod |

|                                            |           |             |
| Nakamura 29’ Diakhon 51’ Atangana Edoa 68’ | Marcatori | 78’ Rongier |

| Arbitro: | Turpin |

|  |           |             |
|  | Marcatori | 4’ Doukouré |

| Arbitro: | Letexier |

|  |           |                   |
|  | Marcatori | 33’, 88’ Nakamura |

| Arbitro: | Bollengier |

|                |           |  |
| Siebatcheu 39’ | Marcatori |  |

| Montpellier 27 aprile 2025, ore 17:15 CEST 31ª giornata | Montpellier | 0 – 0 referto | Stade Reims | Stadio della Mosson (10 806 spett.)\| Arbitro: \| Pignard \| |
| Arbitro:                                                | Pignard     |               |             |                                                              |

| Arbitro: | Kherradji |

|            |           |  |
| Sanson 15’ | Marcatori |  |

| Arbitro: | Wattellier |

|  |           |                        |
|  | Marcatori | 3’ Tardieu 41’ Cardona |

| Arbitro: | Delajod |

|                              |           |            |
| Cabella 37’ Akpom 86’ (rig.) | Marcatori | 60’ Akieme |

### Spareggio promozione-retrocessione
| Arbitro: | El Hadj |

|          |           |           |
| Udol 38’ | Marcatori | 52’ Kipré |

| Arbitro: | Wattellier |

|                 |           |                               |
| Martial Tia 57’ | Marcatori | 78’ Udol 110’ Touré 114’ Hein |

### Coppa di Francia
| Arbitro: | Gaillouste |

|            |           |                                    |
| Schall 60’ | Marcatori | 8’ Moscardo 65’ Diakhon 76’ Sangui |

| Arbitro: | Angoula |

|                                  |                      |                                        |
| Kipré 45’                        | Marcatori            | 70’ Salisu                             |
| Nakamura Salama Kipré O. Diakité | Tiri di rigore 3 – 1 | Caio Henrique Biereth L. Camara Embolo |

| Arbitro: | Thual |

|                                   |                      |                                   |
| Bozkurt Mendy Nordé Ben Amar Atik | Tiri di rigore 2 – 3 | O. Diakité Buta Sangui Itō Akieme |

| Arbitro: | Vernice |

|                              |                      |                                         |
| Dieng 90+5’                  | Marcatori            | 79’ Nakamura                            |
| Dieng Niane Ferhat Rao-Lisoa | Tiri di rigore 3 – 5 | Nakamura Moscardo Sangui Itō O. Diakité |

| Arbitro: | Wattellier |

|            |           |                       |
| N'Doye 52’ | Marcatori | 14’ Ibrahim 58’ Teuma |

| Arbitro: | Bastien |

|                             |           |  |
| Barcola 16’, 19’ Hakimi 43’ | Marcatori |  |

## Statistiche finali

### Statistiche di squadra
| Competizione     | Punti | In casa | In casa | In casa | In casa | In casa | In casa | In trasferta | In trasferta | In trasferta | In trasferta | In trasferta | In trasferta | In campo neutro | In campo neutro | In campo neutro | In campo neutro | In campo neutro | In campo neutro | Totale | Totale | Totale | Totale | Totale | Totale | DR  |
| Competizione     | Punti | G       | V       | N       | P       | Gf      | Gs      | G            | V            | N            | P            | Gf           | Gs           | G               | V               | N               | P               | Gf              | Gs              | G      | V      | N      | P      | Gf     | Gs     | DR  |
| ---------------- | ----- | ------- | ------- | ------- | ------- | ------- | ------- | ------------ | ------------ | ------------ | ------------ | ------------ | ------------ | --------------- | --------------- | --------------- | --------------- | --------------- | --------------- | ------ | ------ | ------ | ------ | ------ | ------ | --- |
| Ligue 1          | 33    | 17+1    | 4       | 4       | 10      | 18      | 28      | 17+1         | 4            | 6            | 8            | 17           | 23           | -               | -               | -               | -               | -               | -               | 34+2   | 8      | 10     | 18     | 35     | 51     | -16 |
| Coppa di Francia | -     | 1       | 0       | 1       | 0       | 1       | 1       | 4            | 2            | 2            | 0            | 6            | 3            | 1               | 0               | 0               | 1               | 0               | 3               | 6      | 2      | 3      | 1      | 7      | 7      | 0   |
| Totale           | -     | 19      | 4       | 5       | 10      | 19      | 29      | \| 6         | 8            | 8            | 23           | 26           | 1            | 0               | 0               | 1               | 0               | 3               | 42              | 10     | 13     | 19     | 42     | 58     | -16    |     |

### Andamento in campionato
| Giornata  | 1  | 2  | 3  | 4 | 5 | 6 | 7 | 8 | 9 | 10 | 11 | 12 | 13 | 14 | 15 | 16 | 17 | 18 | 19 | 20 | 21 | 22 | 23 | 24 | 25 | 26 | 27 | 28 | 29 | 30 | 31 | 32 | 33 | 34 |
| --------- | -- | -- | -- | - | - | - | - | - | - | -- | -- | -- | -- | -- | -- | -- | -- | -- | -- | -- | -- | -- | -- | -- | -- | -- | -- | -- | -- | -- | -- | -- | -- | -- |
| Luogo     | C  | T  | C  | T | C | T | C | T | C | T  | T  | C  | C  | T  | C  | T  | C  | C  | T  | C  | T  | C  | T  | T  | C  | T  | C  | C  | T  | C  | T  | T  | C  | T  |
| Risultato | P  | N  | V  | V | N | V | V | P | P | P  | V  | N  | P  | N  | N  | P  | P  | N  | N  | P  | P  | P  | P  | P  | P  | N  | V  | P  | V  | V  | N  | P  | P  | P  |
| Posizione | 15 | 13 | 10 | 6 | 6 | 4 | 4 | 6 | 7 | 8  | 7  | 8  | 9  | 9  | 10 | 11 | 12 | 13 | 12 | 13 | 14 | 14 | 15 | 15 | 15 | 15 | 15 | 16 | 15 | 13 | 13 | 13 | 14 | 16 |

Legenda:

Luogo: C = Casa; T = Trasferta. Risultato: V = Vittoria; N = Pareggio; P = Sconfitta.